# Yamaha XJ 650
Yamaha XJ 650 je motocykl kategorie naked bike, vyvinutý firmou Yamaha, vyráběný v letech 1980–1984. Stejný motor používá i cruiser Yamaha XJ 650 Maxim.

## Popis
Motor je čtyřdobý, vzduchem chlazený řadový čtyřválec. Sekundární převod je kardanem.

## Technické parametry
- Rám: trubkový ocelový
- Suchá hmotnost: 217 kg
- Pohotovostní hmotnost: 231 kg
- Maximální rychlost: 197 km/h